# Tubulidentata
Tubulidentata é uma ordem de mamíferos, cujo único representante atual é o porco-formigueiro. Compreende uma única família, a Orycteropodidae, e um único gênero, o oricteropo.

## Classificação
- Tubulidentata
  - Orycteropodidae
    - Archaeorycteropus
    - Leptorycteropus†
      - Leptorycteropus guilielmi†

    - Myorycteropus†
      - Myorycteropus africanus†

    - Orycteropus
      - Orycteropus abundulafus†
      - Orycteropus afer
      - Orycteropus browni†
      - Orycteropus chemeldoi†
      - Orycteropus crassidens†
      - Orycteropus depereti†
      - Orycteropus gaudryi†
      - Orycteropus mauritanicus†
      - Orycteropus minutus†
      - Orycteropus pilgrimi†
      - Orycteropus pottieri†

    - Palaeorycteropus†